# Права человека в Крыму
Ситуация с правами человека в Крыму с момента установления контроля Российской Федерацией над полуостровом в 2014 году заметно ухудшилась. С 2016 года Генеральная ассамблея ООН ежегодно принимает резолюции о положении в области прав человека в Крыму, требуя от РФ как государства-оккупанта прекратить дискриминацию его жителей, освободить незаконно осуждённых и предоставить доступ на полуостров мониторинговой миссии ООН. Неправительственная организация Freedom House относит Крым к самым несвободным территориям Земли по степени соблюдения гражданских свобод и политических прав, где их уровень сопоставим с Саудовской Аравией и Центральноафриканской Республикой.

## История
Согласно Конституции Автономной Республики Крым, вступившей в силу в 1999 году, права и свободы человека и гражданина на полуострове устанавливаются и гарантируются Конституцией Украины и законами Украины и в соответствии с ними — Конституцией Автономной Республики Крым.
До аннексии Крыма Россией в марте 2014 года ситуация с правами человека на полуострове практически не отличалась от остальных регионов Украины. Жители Крыма пользовались свободой слова и свободой собраний, в Крыму работали различные средства массовой информации и общественные организации. В период акций протеста на Евромайдане с ноября 2013 по февраль 2014 года ситуация с правами существенных изменений не претерпевала. Тем не менее с установлением контроля РФ над полуостровом наблюдается ухудшение ситуации с соблюдением прав человека. Законом Украины «Об обеспечении прав и свобод граждан и правовом режиме на временно оккупированной территории Украины», принятым 15 апреля 2014 года Верховной рады Украины, вся ответственность за нарушение прав человека на полуострове в связи с оккупацией была возложена на Российскую Федерацию.
По данным ООН на 2021 год с момента оккупации Крыма было задокументировано 43 случая насильственного исчезновения (39 мужчин и 4 женщины), пропавшими без вести являются 11 человек, 1 человек после похищения был убит, 1 человек оставался в заключении, а 30 жертв похищения хоть и были освобождены, но не получили никакой компенсации. В ежегодном обзоре Freedom in the World, составляемом неправительственной организацией Freedom House, Крым выделен в «отдельную территорию». По состоянию на 2022 год Крым имел в рейтинге Freedom in the World статус «несвободный» по степени гражданских свобод и политических прав и занимал 12 место в мире, соседствуя с Саудовской Аравией и Центральноафриканской Республикой.
Осложняет ситуацию с правами человека отсутствие постоянных международных мониторинговых миссий. Представители различных международных организаций, включая ООН, не могут пойти на согласование таких визитов с МИД РФ, поскольку это бы означало признание российской юрисдикции Крыма. Тем не менее, единичные визиты правозащитников в Крым всё же имели место. В 2014 году полуостров посетил Комиссар Совета Европы по правам человека Нил Муйжниекс, в 2016 году — миссия Совета Европы во главе со спецпредставителем Жераром Штудманом, в 2018 году — группа правозащитников из Украины, Азербайджана и Белоруссии при участии Центра информации по правам человека (Украина), Фонда домов прав человека (Норвегия) и правозащитной организации «Человек в беде» (Чехия).
С 2016 года Генеральная ассамблея ООН ежегодно принимает резолюцию «Положение в области прав человека в Автономной Республике Крым и городе Севастополе (Украина)», требуя от РФ как государства-оккупанта прекратить дискриминацию жителей Крыма, в частности крымских татар и украинцев, освобождения незаконно осуждённых и предоставления доступа на полуостров мониторинговой миссии ООН. По состоянию на 2021 год Российская Федерация не выполнила 97 % рекомендаций направленных ей Управлением Верховного комиссара ООН по правам человека (УВКПЧ). С осуждением РФ за нарушения прав человека в Крыму выступали и другие международные организации, в частности Парламентская ассамблея ОБСЕ, Европарламент, Совет Европы.
После установления контроля РФ над полуостровом его покинуло большинство правозащитных организаций. Правозащитной деятельностью и мониторингом состояния прав человека на полуострове при этом продолжают заниматься проекты КрымSOS, «Дом прав человека „Крым“» (в который входят выехавшие из Крыма организации Региональный центр прав человека, Севастополь; Центр гражданского образования «Альменда», Ялта; «Крымская правозащитная группа», а также Центр прав человека ZMINA), Крымскотатарский ресурсный центр. С 2022 года «Крымская правозащитная группа» признаётся нежелательной организацией в РФ. Кроме того, в 2015 году Совет Федерации включил неформальный проект «Крымская полевая миссия по правам человека» (руководитель — Андрей Юров) в «патриотический стоп-лист», где перечислены организации, деятельность которых может быть признана нежелательной в РФ.
По российскому законодательству продолжило работу около десятка общественных организаций, декларировавших правозащитную направленность. Среди таких организаций был основанный в 2009 году правозащитный «Фонд Храмова» казачьего атамана Виталия Храмова. В 2011 году Храмов был приговорен к штрафу за разжигание вражды по отношению к крымским татарам, а позднее выдворен из Украины. Перерегистрацию также прошла правозащитная крымская организация «Дело чести», основная цель которой — помощь жителям полуострова, отказывающимся платить кредиты, взятые в украинских банках до 2014 года. Кроме того, в 2014 году на реализацию проекта «Негосударственный центр бесплатной юридической помощи» денежный грант в размере 1,75 миллионов рублей получил «Конгресс защиты прав и свобод человека „Мир“».

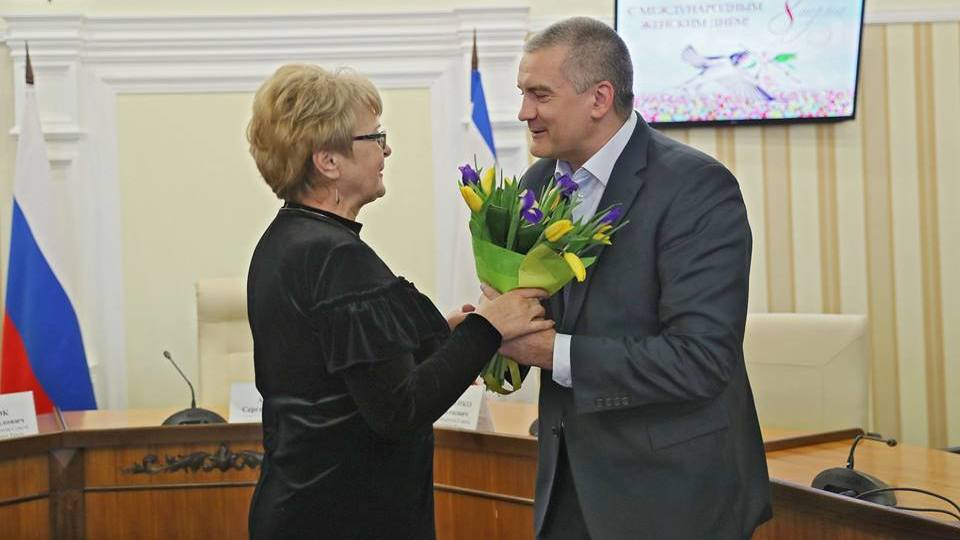
Крымский омбудсмен Людмила Лубина и Глава Крыма Сергей Аксёнов

Российскими властями полуострова была учреждена должность Уполномоченного по правам человека в Республике Крым. До этого вопросами прав человека от имени государства занимался Уполномоченный Верховной рады Украины по правам человека. Омбудсмен назначается парламентом Крыма на пятилетний срок. Первым крымским омбудсменом стала Людмила Лубина, а в 2019 году на эту должность была назначена Лариса Опанасюк. Деятельность Лубиной характеризовалась тем, что она отрицала факт массовых политических репрессий в Крыму, а в своих годовых отчётах свидетельствовала лишь о жалобах жителей преимущественно в сфере социальных и имущественных прав. Кроме того, новыми властями полуострова были учреждены должности уполномоченных по правам ребёнка и по защите прав предпринимателей. В Севастополе, являющемся отдельным субъектом РФ, омбудсменом был выбран глава центра защиты семьи и детства «Русичи» Павел Буцай. По состоянию на 2020 год у крымского обмудсмена также имелось 32 общественных помощника в различных регионах полуострова.
После полномасштабного вторжения России на Украину в 2022 году Глава Крыма Сергей Аксёнов призвал наказывать жителей за поддержку Украины или исполнение украинских песен. В связи с этим в Крыму значительно усилилась «культура доносительства» в отношении людей с антивоенными взглядами. Получила развитие практика публичных извинений задержанных инакомыслящих. Видео с извинениями зачастую делаются под давлением «силовиков», а затем выкладывается в официальных или провластных крымских СМИ.

## Политические и гражданские права

### Гражданство

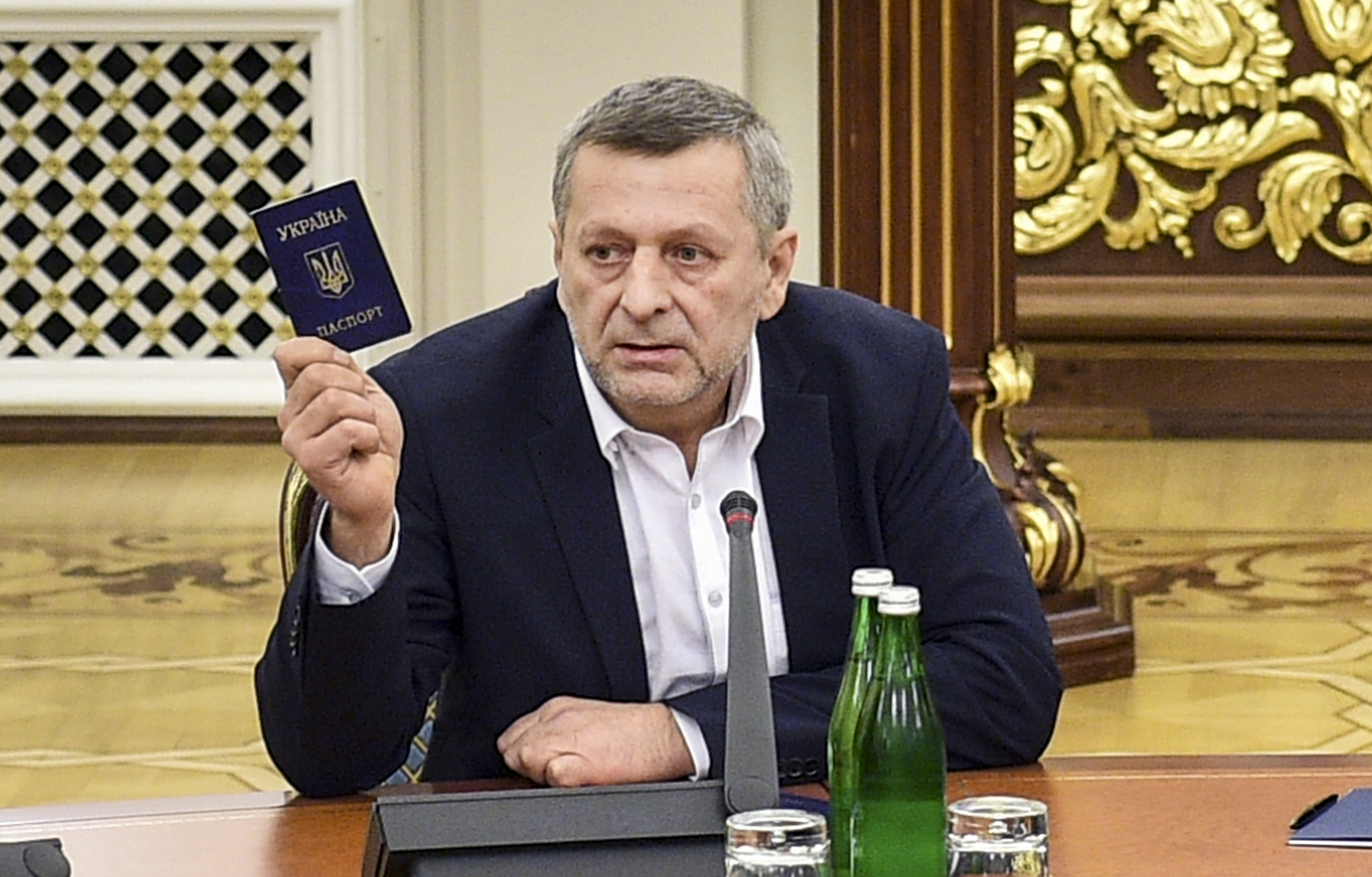
Член Меджлиса Ахтем Чийгоз с украинским паспортом, 2017 год

Российская Федерация автоматически признала всех жителей полуострова, находившихся на территории Автономной Республики Крым и города Севастополь по состоянию на 18 марта 2014 года — гражданами Российской Федерации. Жителям полуострова, которые хотели отказаться от присвоения им российского гражданства был дан месяц на уведомление об этом. При этом несмотря на небольшой временной интервал для отказа, процедура была осложнена тем, что для данной процедуры были доступны лишь четыре отделения на весь Крым. За пять дней до окончания данного срока были открыты дополнительные офисы ещё в трёх городах. Жители Крыма, не получившие российский паспорт или отказавшиеся от него, для продолжения проживания на полуострове имели право получить вид на жительство. Не получившие вид на жительство, считались иностранными гражданами, и по российскому законодательству могли находится на ей территории не более 180 дней.
Закон Украины «Об обеспечении прав и свобод граждан и правовом режиме на временно оккупированной территории Украины» не признаёт всеобщего автоматического присвоения российского гражданства жителями Крыма. При этом с точки зрения украинского законодательства получение паспорта РФ в Крыму не является нарушением и не может быть основанием для потери гражданства Украины.
Украинские паспорта признавалась действительными для жителей Крыма российскими властями до 1 января 2015 года, после чего жители не получившие паспорт РФ считались иностранцами. Работники органов государственной власти и силовых служб, судьи должны были сдать свои украинские паспорта. При этом неофициально такие же требования предъявлялись к работникам школ и больниц. Наиболее уязвимыми группами, подвергшейся автоматической российской паспортизации стали дети, лишенные родительской опеки, а также лица, находившиеся в заключении.

### Свобода слова
После установления контроля РФ над полуостровом средствам массовой информации пришлось зарегистрироваться по российскому законодательству, в результате чего в Крыму независимые СМИ фактически перестали существовать. Трансляция украинских телеканалов на территории полуострова была прекращена ещё до принятия полуострова в состав РФ.
Поддержка возвращения Крыма под контроль Украины, согласно российскому законодательству, является преступлением и может караться заключением на срок до трёх лет. В случае если подобный призыв будет озвучен в СМИ или интернете подобный срок может угрожать заключением до пяти лет. Подобные условия вынудили ряд СМИ и общественных организаций покинуть Крым. В частности полуостров покинули издания «Центр журналистских расследований», «Black Sea News», «События в Крыму», «Черноморская телерадиокомпания», «Информационный пресс-центр» и Таврический институт регионального развития. В ситуации отъезда не поддерживающих аннексия Крыма к РФ на полуострове остались работать лишь пророссийские СМИ и движения. По данным Комитета защиты журналистов перерегистрацию в Роскомнадзоре прошли лишь 8 % крымских СМИ (всего — 232 издания). При этом перерегистрацию удалось осуществить лишь 3 из 13 крымскотатарских СМИ. Не смог продолжить деятельность на полуострове и крупнейший крымскотатарский телеканал ATR.
По данным крымского омбудсмена Людмилы Лубиной за 2017 год «каких-либо обращений о нарушении прав средств массовой информации либо отдельных журналистов к Уполномоченному по правам человека в Республике Крым, а также в Министерство внутренней политики, информации и связи Республики Крым не поступало».
Для публикации материалов о ходе судебных заседаний гражданские журналисты и активисты создали общественное движение «Крымская солидарность». После создания движения против 12 участников «Крымской солидарности» были возбуждены уголовные дела, против двух — административные, а ещё двое — в связи с репрессиями были вынуждены покинуть Крым. В 2015 году суд приговорил Зарему Усманову к штрафу в размере 300 тысяч рублей за комментарий в социальной сети о том, что «мирное население перед военными при захвате пускают только преступники, но никак не профессиональные военные». После вынесения приговора активисты начали сбор средств на его погашения, призывая сдавать лишь мелкие монеты в знак неприятия судебного решения. Также в 2015 году жителя Крыма приговорили за публикацию в интернете «утверждения о том, что Крым не является территорией России, и призывы к действиям по защите Крыма от российской оккупации», формирование «негативного отношения к действиям России в Крыму в 2014 году» и «представления, что территория Крыма присоединена к России незаконно».

### Свобода собраний

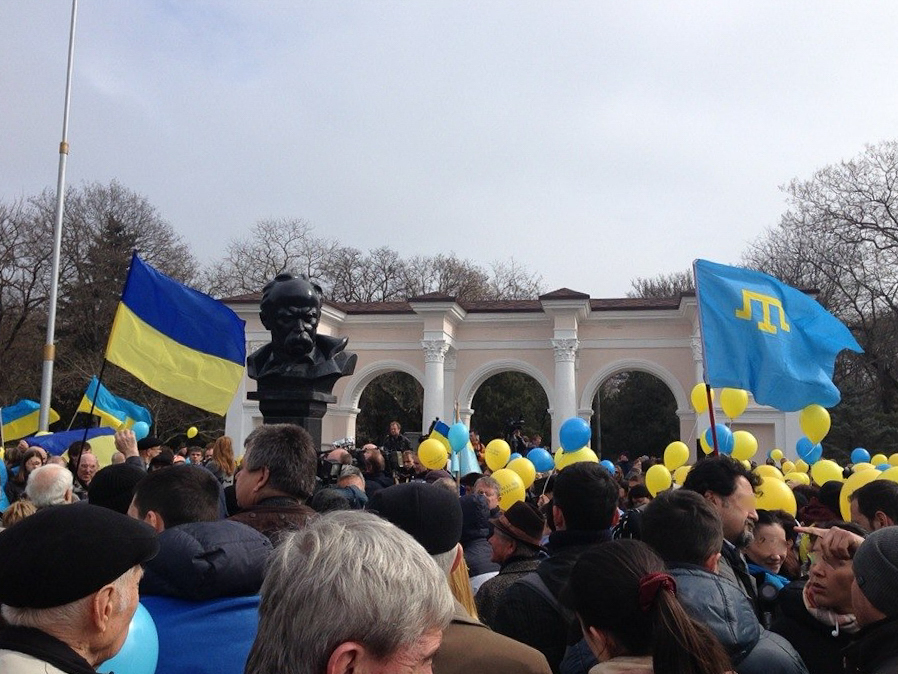
Проукраинский митинг в Симферополе, 2014 год

Российская Федерация требует от жителей Крыма предварительного получения разрешения на публичные собрания. Фактически Россия разрешает мирные собрания лишь лояльным к ней гражданам. Управление Верховного комиссара ООН по правам человека (УВКПЧ) упоминает о фактах уголовных преследований за участие в одиночных пикетах, которые согласно законам РФ не требуют согласования с властями.
В 2021 году УВКПЧ задокументировало судебное преследование в отношении 46 лиц (36 мужчин и 10 женщин) за участие в акциях протеста сторонников российского оппозиционного политика Алексея Навального. К данным лицам были применены наказания в виде штрафов, исправительных работ и ареста до семи суток.

### Права этнических групп
Новая политическая и правовая реальность после установления контроля РФ над Крымом создала угрозы для различных национальных групп, которые рассматриваются новыми властями как поддерживающие позицию Украины. В первую очередь это этнические украинцы и крымские татары. Решением Международного суда ООН от 2017 года, рассматривавшего дело «Украина против России», было признано, что крымские татары и украинцы в Крыму находятся в уязвимом положении.
При этом Уполномоченный по правам человека в Республике Крым Людмила Лубина в 2016 году заявила, что с момента установления РФ контроля над полуостровом ей не поступило ни одной жалобы о нарушении прав человека по этническому признаку.

#### Крымские татары

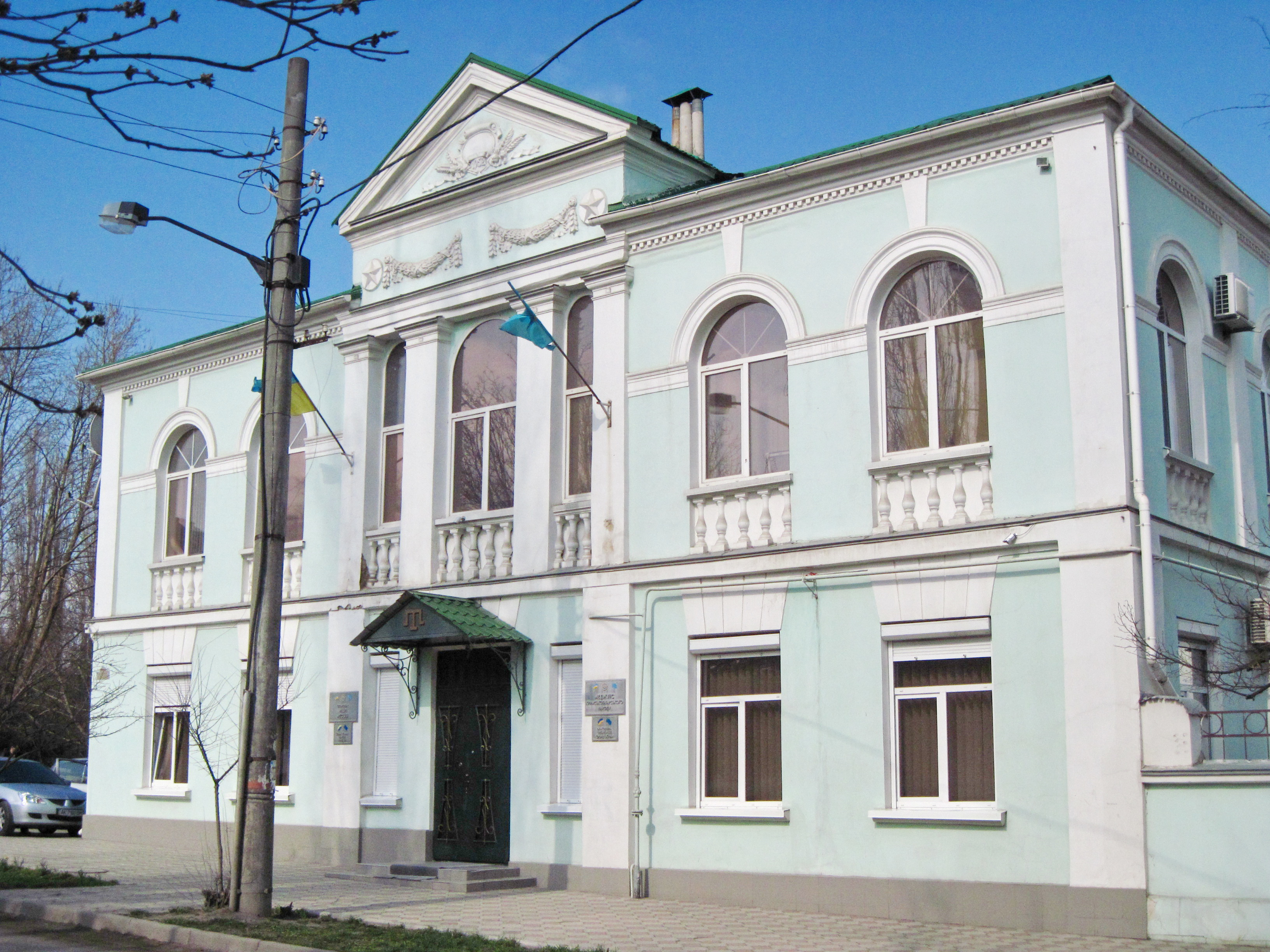
Бывшее здание Меджлиса в Симферополе

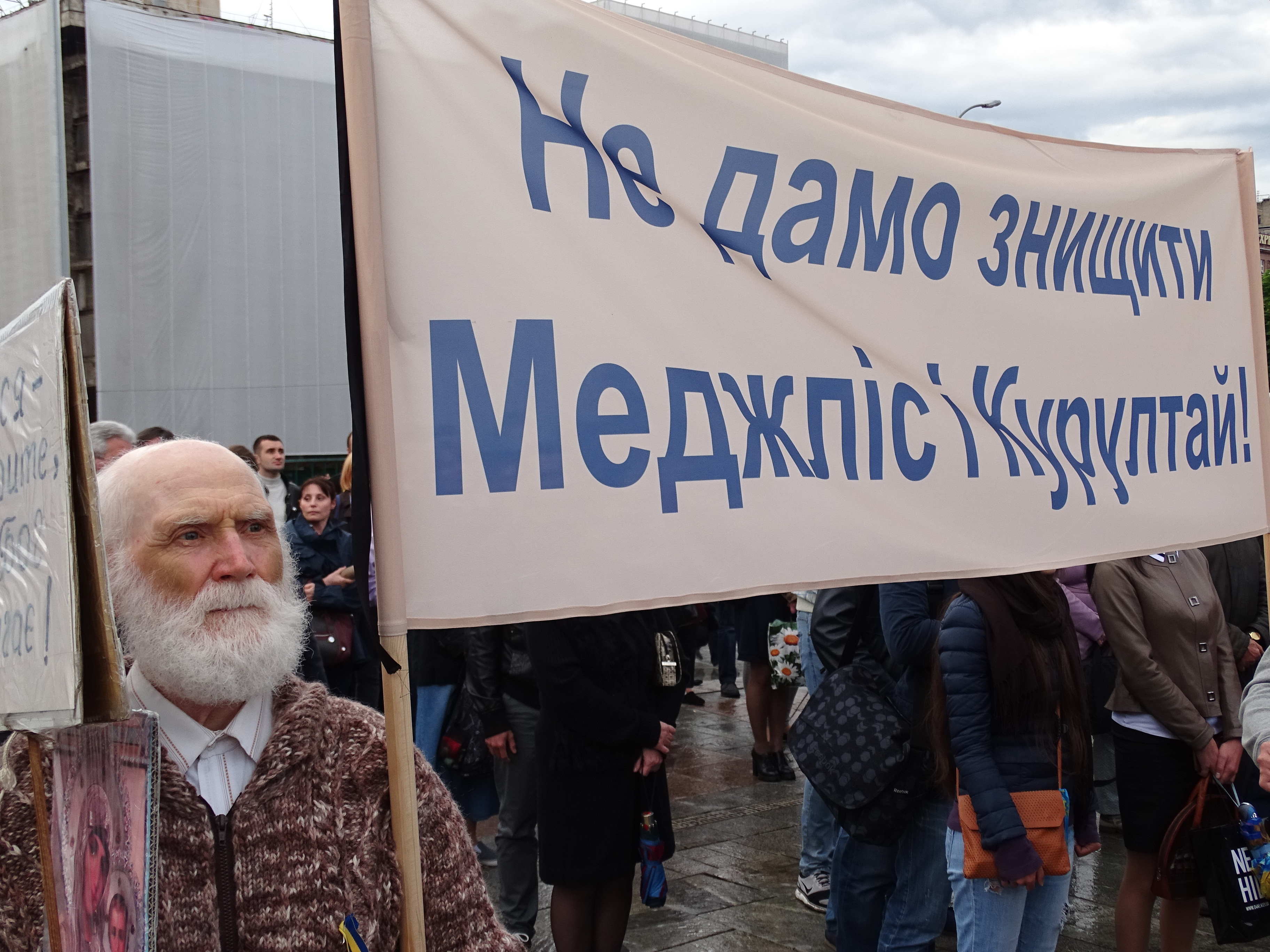
Протестующие с плакатом «Не дадим уничтожить Меджлис и Курултай!», Киев, 2016 год

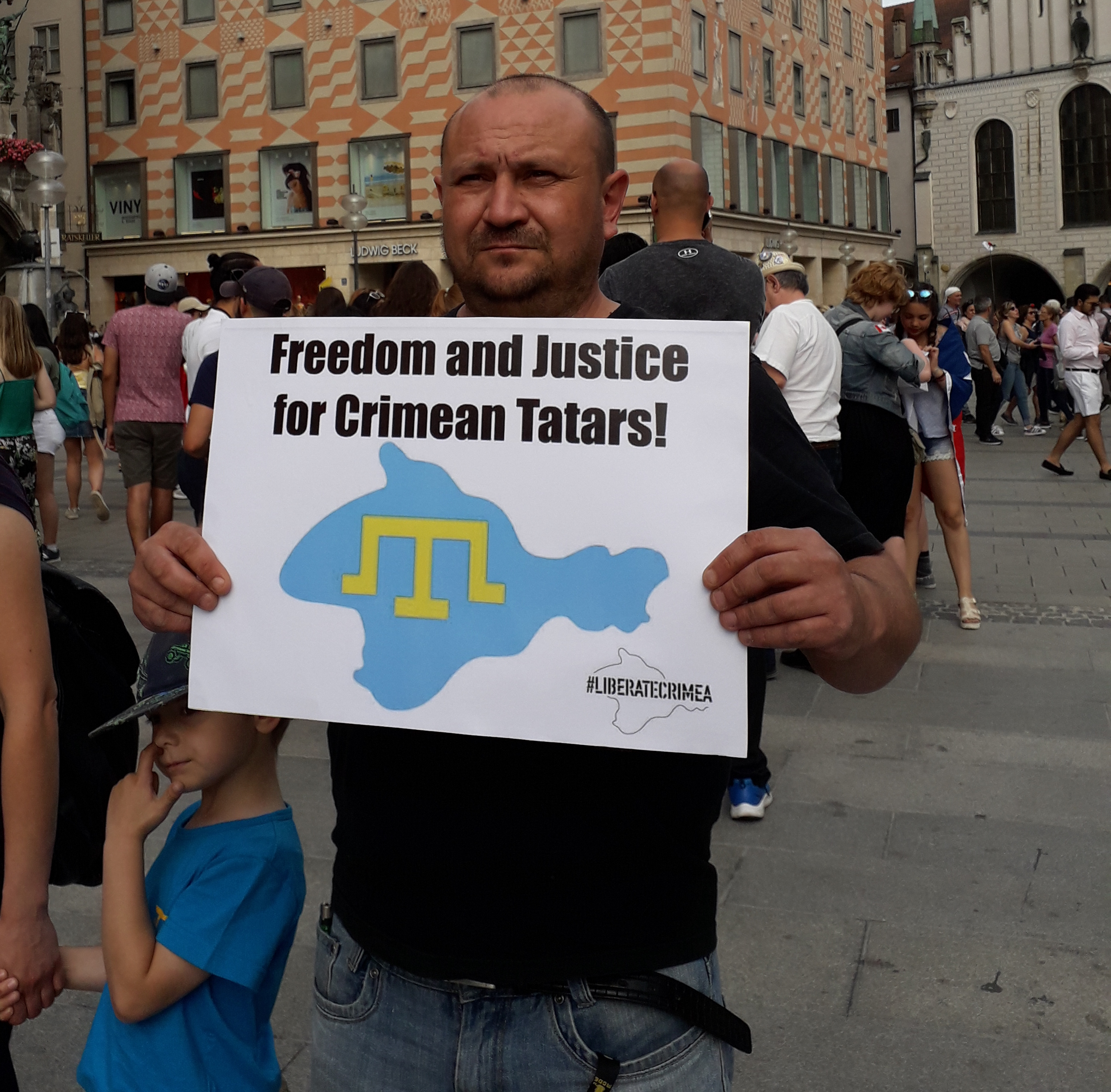
Активист с плакатом «Свобода и справедливость для крымских татар», Мюнхен, 2018 год

Против российской оккупации Крыма выступал Меджлис крымскотатарского народа, претендующий на полномочное представительство крымских татар, составляющих по данным российской переписи 2014 года 12,13 % населения Крыма. В связи с проукраинской позицией лидерам Меджлиса Рефату Чубарову и Мустафе Джемилеву был запрещён въезд на «территорию РФ». 3 мая 2014 года при попытке Джемилева вернуться на полуостров у пограничного пункта состоялся митинг около 2 тысяч крымских татар. В итоге Джемилеву не удалось вернуться в Крым, а 140 человек были оштрафованы за «беспорядки» и «незаконное пересечение границы» на сумму от 10 до 40 тысяч рублей. В 2016 году властями России Меджлис был отнесён к числу экстремистских организаций и запрещён. Тем не менее, согласно решению Международного суда ООН от 2017 года Россия должна отменить решение от запрете Меджлиса и обеспечить право крымских татар на представительские институты. РФ данное решение исполнять отказалась. В сентябре 2021 года по обвинению в «пособничестве саботажу» был арестован Нариман Джелялов, остававшийся самым высокопоставленным деятелем Меджлиса на полуострове.
Запрет Меджлиса оказывает негативное влияние на развитие крымскотатарской общины, поскольку организация играла ключевую роль в развитии культуры и идентичности крымских татар. Накануне дня памяти жертв депортации крымскотатарского народа 18 мая 2014 года новая российская власть сделала все возможное для запрета массовых собраний. Так за два дня памятной даты глава Крыма Сергей Аксенов запретил проведение массовых мероприятий на период до 6 июня. После аннексии Крыма также фиксировались случаи осквернения памятников и мечетей, проходили обыски у крымскотатарских активистов. По состоянию на 2021 год в заключении находилось 76 крымских татар. Наибольший срок имел журналист и правозащитник Мурлен Асамов, приговорённый к 19 годам заключения по обвинению в терроризме и планировании захвата власти. Преследованию также подвержены сторонники движения «Хизб ут-Тахрир», запрещённого в РФ, но легально действующего в украинском правовом поле.
Обеспокоенность крымских татар также вызывает тот факт, что на крымскотатарском языке обучается лишь 3 % (6700 учеников) всех школьников Крыма, при 13,9 % (30 475) школьников, изучающих крымскотатарский язык как обычный или факультативный предмет.

#### Украинцы
Институциональное давление на этнических украинцев происходит в первую очередь через учебные заведения и религиозные институты. С 2014 года российскими властями сокращается изучение украинского языка и литературы в школах, поскольку управление образования Крыма установило их изучение в качестве факультативных предметов. На фоне уменьшения изучения украинского языка, количество русского языка и литературы было увеличено вдвое. В связи с этим для украинцев, составляющих по российской переписи 2014 года 15,68 % населения полуострова, не осталось ни одной школы, работающей на украинском языке. В учебном году 2020/21 годов по данным властей РФ в Крыму 214 учащихся (0,1 %) изучали предметы на украинском языке и 4155 учащихся (1,9 %) изучали украинский язык как обычный предмет или факультатив. При этом в городе Севастополь обучение на украинском отсутствует в целом.
С установлением российской власти фактически прекратила работу единственная украиноязычная газета полуострова «Крымская светлица». На государственном «Первом крымском телеканале» из трёх программ на украинском языке осталась только одна, имевшая 13 минут дважды в неделю. Украинский музыкальный театр был переименован в Государственный академический музыкальный театр Республики Крым. Кроме того, российскими властями Крыма озвучивались планы переименования различных топонимов, связанных с украинской историей или культурой. ОБСЕ также фиксировал случаи арестов и штрафов за украинские флаги или знак трезубца
На этом фоне представители российской власти полуострова неоднократно делали украинофобские заявления. В частности спикер крымского парламента Владимир Константинов констатировал факт проводимой политики деукраинизации в Крыму: «И после референдума на переходный период мы выборов никаких не планировали. А сейчас гоним с выборами и тоже идем с опережением, чтобы из головы ушли все украинские названия. Вообще все плохое украинское надо смыть. Сбросили чешую, и теперь остатки надо смыть, чтобы у людей не было двоякости мышления». Константинов также поручил убрать все дорожные знаки на украинском языке. Во время открытия кафе в здании бывшего McDonald’s в Симферополе, Константинов увидев надпись на украинском языке посоветовал её снять, заявив «Остатки Украины уберите».
С началом полномасштабного вторжения России на Украину представители правоохранительных органов развернули репрессии за публичное исполнение украинских песен.

### Права религиозных групп
По данным Комиссии США по международной религиозной свободе после установления российского контроля над полуостровом для продолжения легальной деятельности в правовом поле РФ было одобрено около 1 % заявлений религиозных объединений Крыма на перерегистрацию. Поскольку члены и лидеры украинских религиозных групп поддерживали Евромайдан и выступали против аннексии Крыма Россией они неоднократно становились жертвами преследования со стороны власти или неизвестных нападавших. Угрозам и похищениям подвергались представители Украинской грекокатолической церкви и Украинской православной церкви Киевского патриархата (с 2019 — Православная церковь Украины). Прихожанам и священнику украинской православной церкви Священномученика Климента Римского в Севастополе, расположенной на территории академии военно-морских сил, был заблокирован доступ к помещению храма. Во время нападения группы мужчин в форме русских казаков на украинскую православную церковь в селе Перевальное Симферопольского района были уничтожены религиозные предметы, а полиция отказалась принять заявление о правонарушении.
В связи с давлением ФСБ Крым пришлось покинуть пастору протестантской религиозной группы «Армии спасения» Руслану Зуеву и раввину общины прогрессивного иудаизма Симферополя Михаилу Капустину.
За 2020 год было зарегистрировало 32 судебных дела против религиозных организаций или физических лиц за правонарушения, связанные с прозелитизмом (14 протестантских, 10 мусульманских, 2 еврейских, 1 католическая и 1 мормонская организация).
В период 2019—2020 годов ООН зафиксировал 7 произвольных арестов и задержаний представителей религиозных меньшинств, а уже к периоду 2020—2021 годов это число увеличилось до 33 человек (30 мужчин и 3 женщин). При этом 21 человек принадлежал к числу мусульман, а 10 к сторонникам Свидетелей Иеговы. В 22 случаях на момент ареста задержанным не было сообщено о причинах их ареста или выдвинутых против них обвинений. Кроме того, поступали жалобы на применение силы во время арестов, подбрасывание улик и изъятие украинских паспортов.

### Политические заключённые
По состоянию на август 2022 года «Крымская правозащитная группа» считает 127 человек, находящихся в заключении, арестованными по политическим или религиозным мотивам. По состоянию на 2020 год правозащитный центр «Мемориал» считал политзаключёнными 59 жителей Крыма, большая часть которых являлась крымскими татарами. «Крымская правозащитная группа» за 2020 год зафиксировала 260 решений российских судов о содержании под стражей жителей Крыма, чьи дела организация считает политически мотивированными. Международная правозащитная организация Amnesty International признаёт «узниками совести» ряд крымчан, среди которых Сергей Филатов, Сервер Мустафаев, Эмир-Усеин Куку. Ранее «узником совести» признавался Ахтем Чийгоз
Для поддержки семей крымских политических заключенных была создана общественная инициатива «Крымское детство» и акция «Бизим балалар» («Наши дети»).

### Пытки
По данным общественной организации «КрымSOS» на 2018 год было зафиксировано 55 случаев пыток по отношению к жителям Крыма. С февраля по июль 2021 УВКПЧ задокументировал три случая пыток.

### Права сексуальных меньшинств
Положение представителей ЛГБТ в Крыму и до 2014 года являлось уязвимым из-за высокого уровня гомофобии, даже не смотря на неофициальный статус «гей-курорта СНГ» у прибрежного города Симеиз. Согласно отчёту антидискриминационного центра «Мемориал» после установления российского контроля на полуострове усилилась пропаганда гомофобии, фиксировались случаи нападения на отдельных представителей сексуальных меньшинств, включая случаи пыток со стороны силовых органов. Представители правозащитного ЛГБТ-проекта GayRussia.Ru неоднократно подавали запросы на проведение акций в Крыму, однако значительная часть из них была отклонена в связи с действующем в РФ «законом о запрете гей-пропаганды». В 2014 году глава Крыма Сергей Аксёнов пообещал вечный запрет на акции ЛГБТ-сообщества, а также добавил, что представители сексуальных меньшинств являются лишними в Крыму.

### Принудительный призыв и мобилизация

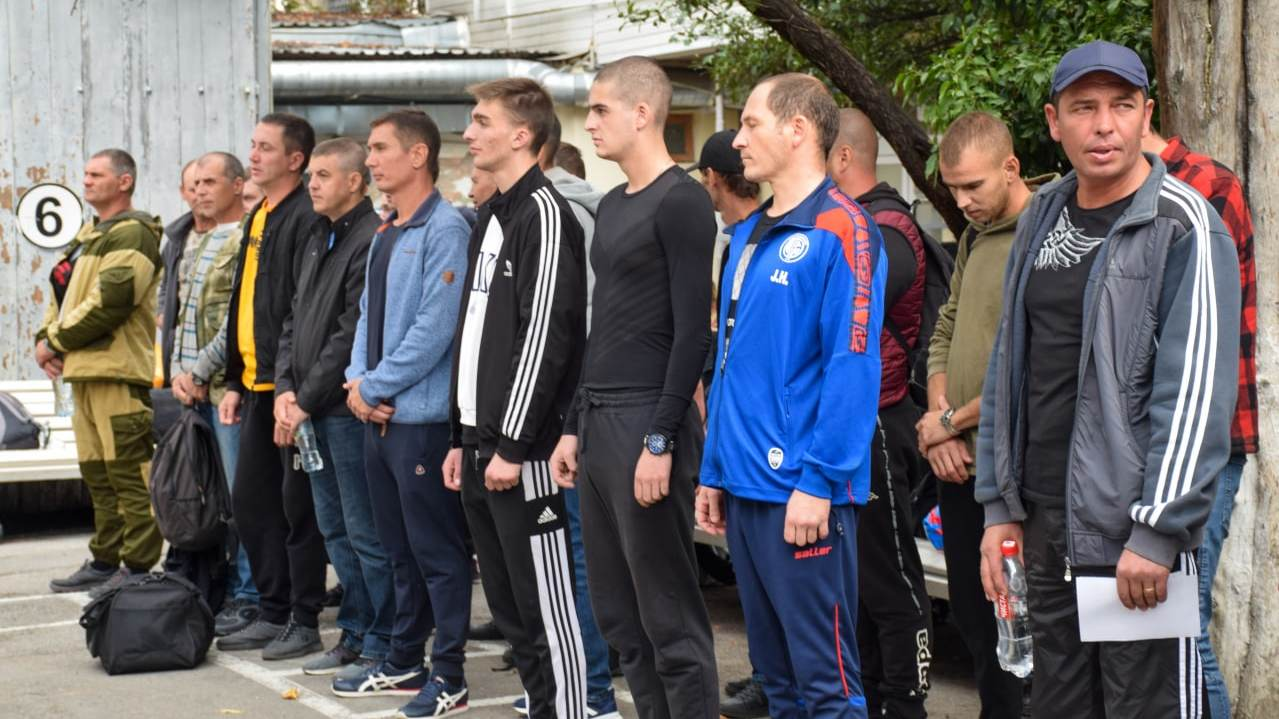
Мужчины на призывном пункте в Ялте, 2022 год

В соответствии с международным гуманитарным правом РФ как государство-оккупант не может принуждать жителей Крыма служить в её вооруженных или вспомогательных силах. С момента осуществления контроля над полуостровом по состоянию на 2021 год в ходе 12 призывных кампаний РФ призвала на военную службу не менее 26 200 человек, включая тех, кто имеет украинское гражданство. 
После начала российской мобилизации в ходе вторжения РФ на Украину правозащитники обвинили РФ в совершении военного преступления согласно ст. 8(2)(b)(xv) Римского статута Международного уголовного суда. В связи с проведением мобилизационных мероприятий прокуратура АР Крым и г. Севастополя, находящаяся на подконтрольной украинским властям территории, открыла уголовное производство по факту нарушения законов и обычаев войны.

### Ограничения крымчан на материковой части Украины
С 2014 по 2021 год для крымчан на подконтрольной части Украины действовал статус нерезидента для целей налогообложения, что создавало препятствия в получении банковских услуг для граждан с пропиской на территории АР Крым и города Севастополь.